# Al-Hadi
Abu Abdullah Musa ibn Mahdi al-Hadi (arab. أبو عبد الله موسى بن المهدي الهادي‎) (ur. ?, zm. 786) – czwarty kalif z dynastii Abbasydów, najstarszy syn Al-Mahdiego i brat Haruna ar-Raszida. 

## Życiorys
Krótkie panowanie w latach 785 – 786, zostało przerwane przez przejęcie władzy przez jego brata Haruna, mającego silne poparcie w wojsku.